# BN Близнецов
BN Близнецов (лат. BN Geminorum, HD 60848) — двойная звезда в созвездии Близнецов на расстоянии (вычисленном из значения параллакса) приблизительно 10 427 световых лет (около 3 197 парсек) от Солнца. Видимая звёздная величина звезды — от +6,85m до +6,75m. Возраст звезды определён как около 0,1 млн лет.

## Характеристики
Первый компонент — голубая эруптивная переменная Be-звезда типа Гаммы Кассиопеи (GCAS) спектрального класса O8Vpe, или O9:npe, или O9,5IVe, или Oe5. Масса — около 13,935 солнечных, радиус — около 40,913 солнечных, светимость — около 12882 солнечных. Эффективная температура — около 35000 К.
Второй компонент — красный карлик спектрального класса M. Масса — около 495,98 юпитерианских (0,4735 солнечных). Удалён в среднем на 3,599 а.е..